# Orobanche minor
Orobanche minor é uma espécie de planta com flor pertencente à família Orobanchaceae. 
A autoridade científica da espécie é Sm., tendo sido publicada em English Botany 6: pl. 422. 1797.
Os seus nomes comuns são erva-toira-menor, erva-toira-pequena ou orobanca.

Esta espécie é uma planta parasita, não realiza fotossíntese e se alimenta parasitando raízes de outras plantas.

## Portugal
Trata-se de uma espécie presente no território português, nomeadamente em Portugal Continental, no Arquipélago dos Açores e no Arquipélago da Madeira.
Em termos de naturalidade é nativa de Portugal Continental e Arquipélago da Madeira e introduzida no arquipélago dos Açores.

## Protecção
Não se encontra protegida por legislação portuguesa ou da Comunidade Europeia.